# Лунные влюблённые — Алые сердца: Корё
«Лунные влюблённые - Алые сердца: Корё» (кор. 달의 연인 - 보보경심 려, ханча. 달의戀人－步步驚心 麗, ром. 'Dar-ui yeon-in - Bobogyeongsim ryeo', ром. ar-ŭi yŏnin - Popokyŏngsim ryŏ) — южнокорейский телесериал 2016 года, основанный на китайской новелле «Поразительное на каждом шагу» (кит. упр. 步步驚心), но с переложением сюжета на корейский исторический период Корё. Он выходил в эфир с 29 августа по 1 ноября 2016 года на канале SBS каждый понедельник и вторник в 22:00 (KST).
Сериал хорошо зарекомендовал себя на международном уровне и на момент показа имел 1,1 миллиарда просмотров в Китае наряду с высокими рейтингами в Сингапуре и Малайзии. Права на показ были проданы китайскому видеопорталу Youku за рекордные 8 миллионов долларов. Данный результат был побит несколько месяцев спустя сериалом «Лицом к лицу» (2017).

## Сюжет
Во время солнечного затмения девушка из XXI века Го Ха Чжин (Ли Чжи Ын) переносится во времена царства Корё. Она просыпается в 941 году в теле Хэ Су во время правления короля Тхэджо. По мере развития сюжета Хэ Су оказывается невольно втянутой в дворцовую интригу и соперничество между принцами, которые борются за трон.

## Актёрский состав

### Ведущие роли
- Ли Джун Ги — 4-й принц Ван Со
- Ли Чжи Ын — Го Ха Чжин / Хэ Су
- Кан Ха Ныль — 8-й принц Ван Ук

### Второстепенные роли

#### Королевский двор
- Чо Мин Ки — король Тхэджо
- Пак Чи Ён — королева Ю (третья супруга Тхэджо), мать 3-го принца Ван Ё, 4-го принца Ван Со и 14-го принца Ван Чжона
- Чон Кён Сун — королева Хванбо (4-я супруга Тхэджо), мать 8-го принца Ван Ука и принцессы Хванбо Ёнхва
- Кан Хан На — Хванбо Ён Хва, младшая сестра 8-го принца Ван Ука и будущая супруга Ван Со
- Ким Сан Хо — Наследный принц Ван Му
- Хон Чжон Хён — третий принц Ван Ё
- Юн Сон У — 9-й принц Ван Вон
- Пён Бэкхён — 10-й принц Ван Ын
- Нам Джу Хёк — 13-й принц Бэк А
- Джи Су — 14-й принц Ван Чжон
- Пак Шиын — Госпожа Хэ, супруга 8-го принца Ван Ука и двоюродная сестра Хэ Су
- Чжи Хе Ран — Пак Сон Док, супруга 10-го принца Ван Ына

## Восприятие
После премьеры зрительские отзывы были неоднозначными: хотя экранизация истории, саундтрек и фото-тизеры были хорошо приняты, актерская игра Ли Чжи Ын (IU) и Бэк Хёна были раскритикованы. В то же время игра Ли Джун Ги была признана достойной внимания. Хотя для некоторых критиков главная актриса хорошо справлялась с ролью, большинство полагало, что фирменные крупные съёмки режиссера Ким Гю Тхэ привели к разоблачению незрелой актерской игры IU.

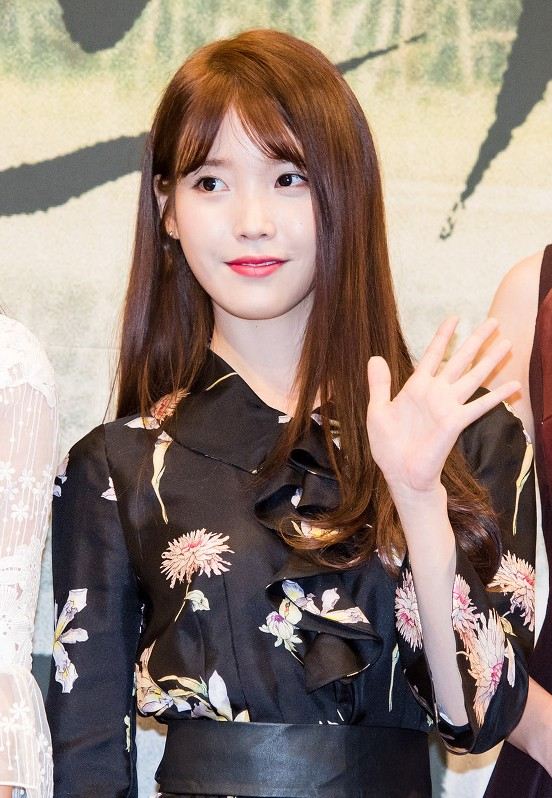
Ли Чжи Ын (IU)

Тот факт, что дорама была ремейком, также указывалась как причина разочаровывающих рейтингов. По мнению Hankook Ilbo, зрители устали от плохих парней и их сложных эмоций, предпочитая вместо них добрую мужскую роль и простую историю, как в «Лунном свете, нарисованным облаками», дораме KBS2, которая транслировалась одновременно с «Лунными влюбленными». Эти дорамы сравнивались на протяжении всего показа, во время которого дорама KBS2 затмила «Лунных влюбленных» по просмотрам в трех основных телевизионных каналах.
Однако главными причинами низких зрительских рейтингов стали уже законченные съёмки сериала. Обычно корейские дорамы снимаются одновременно с трансляцией, таким образом сценарий можно менять, учитывая настроение зрителей. В «Лунных влюбленных» же сценарий было невозможно изменить из-за уже отснятых материалов. Сеть попыталась решить эту проблему, изменив эпизоды, начиная с шестого, добавив новые сцены и удалив другие, создав таким образом версию дорамы, отличную от той, которая показывалась за рубежом.
Мнения о финале были противоречивы: несмотря на хорошую актерскую игру, зрители пожаловались на чрезмерный продакт-плейсмент в последнем эпизоде.

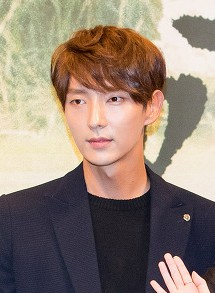
Ли Джун Ги

28 октября 2016 года дорама получила премию K-Culture Pride Award на Korea Brand Awards за межкультурный обмен Кореи и Китая, а в конце года сериал был номинирован на двенадцать номинаций на SBS Drama Awards, выиграв в общей сложности семь. «Лунные влюбленные» оказались самой обсуждаемой дорамой года по версии исследовательского института Good Data Corporation после «Потомков солнца» и «Лунного света, нарисованного облаками». Популярность Ли Чжун Ги возросла, и имя актера неизменно возглавляло поисковики. Его игра в последней сцене 8-го эпизода привлекла внимание зрителей, имя актера, название дорамы и "Кванджон" были самыми популярными словами в поисковиках. Позже Ли Джун Ги был номинирован на Дэсан (главный приз) на SBS Drama Awards 2016 года. Актерская игра Пак Ши Ын и У Хи Джин в их последних эпизодах также были высоко оценены за солидность и зрелость, Oh My Star отметила, что «по сравнению с началом, актерская игра Ли Чжи Ын, кажется, растворилась в дораме благодаря сильной поддержке У Хи Джин».
Прием за рубежом оказался более позитивным, чем в Южной Корее: «Лунные влюбленные» были выбраны в качестве самой ожидаемой дорамы второй половины 2016 года в Китае, на стриминговом сервисе Youku сериал достиг 300 миллионов просмотров после первых трех эпизодов, достигнув более миллиарда просмотров после 9-го эпизода и двух миллиардов после 18-го эпизода. После выхода пяти серий People's Daily написал, что «китайская версия спокойна и размеренна, в то время как корейская версия больше подходит для нового поколения онлайн-аудитории: общий яркий стиль, добавление многих забавных элементов. Обращение с этими деталями отражает серьезное отношение Южной Кореи к экранизации иностранной работы».
По данным Kantar Media, в Малайзии и Сингапуре рейтинги данного сериала были втрое выше, чем у «Лунного света, нарисованного облаками», причем доля превысила 70% в своем временном интервале. В Сингапуре «Лунные влюбленные» заняли третье место в 2016 году в поисковиках Google в разделе телешоу. На DramaFever, транслируемый в Северной и Южной Америке, дорама достигла более двух миллионов просмотров в середине показа. В американском опросе, проведенном среди потребителей корейского контента в октябре 2016 года, «Лунные влюбленные» и Ли Джун Ги заняли второе место в чартах дорам и любимых актеров соответственно, в то время как IU заняла третье место в чарте любимых актрис.

## Оригинальный саундтрек
| №                   | Название                                      | Текст песни                          | Музыка                                   | Исполнители         | Длительность |
| ------------------- | --------------------------------------------- | ------------------------------------ | ---------------------------------------- | ------------------- | ------------ |
| 1.                  | «Для тебя» (너를 위해)                        | Джи Хун, Гу Джиан                    | Rocoberry                                | Чен Бэкхён Сюмин    | 3:17         |
| 2.                  | «Скажи "да"» (Say Yes)                        | Ji Hoon, Loco                        | Rocoberry                                | Loco Punch          | 3:40         |
| 3.                  | «Люблю тебя, помню тебя» (사랑해 기억해)      | Джи Хун, Гу Джиан                    | earattack, Obros                         | I.O.I               | 4:08         |
| 4.                  | «Забывая тебя» (그대를 잊는다는 건)           | Джи Хун, Гу Джиан                    | Rocoberry, Conan, Loco                   | Davichi             | 3:13         |
| 5.                  | «Всё с тобой» (All With You)                  | Джи Хун, Гу Джиан                    | Со Джэха, Ким Ёнсон                      | Тэён                | 3:55         |
| 6.                  | «Услышишь ли моё сердце» (내 마음 들리나요)   | Tablo, Mithra Jin, Джи Хун, Гу Джиан | Tablo, DJ Tukutz, Conan, Loco, Rocoberry | Epik High Ли Хай    | 4:09         |
| 7.                  | «Это не похоже на любовь» (사랑인 듯 아닌 듯) | Джи Хун, Гу Джиан                    | Rocoberry, Conan, Loco                   | Бэк Аён             | 3:24         |
| 8.                  | «Признание» (고백합니다)                      | Джи Хун, Гу Джиан                    | Хван Чанхи, PJ                           | SG Wannabe          | 3:41         |
| 9.                  | «Вернусь» (꼭 돌아오리)                       | Джи Хун, Гу Джиан                    | Rocoberry, Conan, Loco                   | Им Сонхе            | 3:27         |
| 10.                 | «Моя любовь» (내 사랑)                        | Джи Хун, Гу Джиан                    | Хван Чанхи, Ли Сынджу, Ли Наым           | Ли Хай              | 3:42         |
| 11.                 | «Ветер» (바람)                                | Джи Хун, Гу Джиан                    | Rocoberry, Conan, Loco                   | Чон Сынхван         | 3:39         |
| 12.                 | «Быть с тобой» (Be With You)                  | Джи Хун, Ли Чанхёк                   | Ли Чанхёк, Rocoberry                     | Akdong Musician     | 3:08         |
| 13.                 | «Прощай» (안녕)                               | Ji Hoon, Goo Ji-an                   | Ан Ёнмин                                 | Им Дохёк            | 4:28         |
| Общая длительность: | Общая длительность:                           | Общая длительность:                  | Общая длительность:                      | Общая длительность: | 47:56        |

| №                   | Название                      | Музыка                    | Исполнители         | Длительность |
| ------------------- | ----------------------------- | ------------------------- | ------------------- | ------------ |
| 1.                  | «The Prince»                  | Хо Санын                  | –                   | 2:03         |
| 2.                  | «Agonal Howl»                 | Чхве Сонквон, Сон Джуквон | –                   | 2:57         |
| 3.                  | «Хэсу»                        | Хо Санын, Пак Ёнъик       | –                   | 2:07         |
| 4.                  | «Wraith»                      | Хо Санын, Чхве Сонквон    | –                   | 2:31         |
| 5.                  | «One for Me»                  | Ким Джису, Чхве Сонквон   | –                   | 2:42         |
| 6.                  | «Крылья Корё»                 | Ким Джису                 | Пак Джинхе          | 4:33         |
| 7.                  | «Апассионата»                 | Пэ Борам, Хо Санын        | –                   | 2:12         |
| 8.                  | «Вендетта» (Vendetta)         | Пак Ёнъик                 | –                   | 1:54         |
| 9.                  | «Be Your Love»                | Ким Джису, Хо Санын       | –                   | 2:57         |
| 10.                 | «Gesture of Resistance»       | Ким Джису                 | –                   | 4:41         |
| 11.                 | «Любовь Хэсу» (Love of Haesu) | Пак Минчжи, Чхве Сонквон  | –                   | 3:01         |
| 12.                 | «Pastoral Morning»            | Хо Санын                  | –                   | 2:46         |
| 13.                 | «Great Nebula»                | Пак Джунсу, О Ёнсан       | –                   | 4:04         |
| 14.                 | «The Sorrow of Prince»        | Пак Минчжи, Чхве Сонквон  | –                   | 2:29         |
| 15.                 | «Battle Bobo»                 | Пак Джунсу, Ким Виён      | –                   | 2:28         |
| Общая длительность: | Общая длительность:           | Общая длительность:       | Общая длительность: | 43:32        |

## Рейтинг
| Эпизод #         | Дата трансляции  | Средняя доля аудитории | Средняя доля аудитории                  | Средняя доля аудитории | Средняя доля аудитории                  |
| Эпизод #         | Дата трансляции  | TNmS                   | TNmS                                    | AGB Nielsen            | AGB Nielsen                             |
| Эпизод #         | Дата трансляции  | Общий                  | Сеульский Национальный Столичный Регион | Общий                  | Сеульский Национальный Столичный Регион |
| ---------------- | ---------------- | ---------------------- | --------------------------------------- | ---------------------- | --------------------------------------- |
| 1                | 29 августа 2016  | 7.9% (NR)              | 9.1% (13th)                             | 7.4% (18th)            | 8.0% (18th)                             |
| 2                | 29 августа 2016  | 8.9% (18th)            | 10.0% (10th)                            | 9.3% (12th)            | 10.4% (11th)                            |
| 3                | 30 августа 2016  | 7.1% (18th)            | 7.8% (19th)                             | 7.0% (19th)            | 8.0% (15th)                             |
| 4                | 5 сентября 2016  | 6.1% (NR)              | 6.7% (NR)                               | 5.7% (NR)              | 6.3% (NR)                               |
| 5                | 6 сентября 2016  | 6.2% (NR)              | 6.8% (NR)                               | 6.0% (NR)              | 7.3% (18th)                             |
| 6                | 12 сентября 2016 | 5.1% (NR)              | 7.7% (NR)                               | 5.7% (NR)              | 6.8% (NR)                               |
| 7                | 13 сентября 2016 | 5.2% (NR)              | 6.4% (NR)                               | 5.8% (NR)              | 6.6% (NR)                               |
| 8                | 19 сентября 2016 | 5.3% (NR)              | 5.8% (NR)                               | 6.9% (NR)              | 8.6% (13th)                             |
| 9                | 20 сентября 2016 | 6.1% (NR)              | 6.4% (NR)                               | 6.2% (NR)              | 7.9% (15th)                             |
| 10               | 26 сентября 2016 | 6.4% (NR)              | 7.4% (19th)                             | 7.1% (NR)              | 8.2% (16th)                             |
| 11               | 27 сентября 2016 | 6.5% (20th)            | 6.7% (19th)                             | 7.5% (19th)            | 8.5% (15th)                             |
| 12               | 3 октября 2016   | 6.8% (NR)              | 7.1% (NR)                               | 7.9% (20th)            | 8.8% (15th)                             |
| 13               | 4 октября 2016   | 7.3% (18th)            | 7.5% (15th)                             | 8.2% (18th)            | 9.3% (9th)                              |
| 14               | 10 октября 2016  | 6.5% (NR)              | 7.2% (NR)                               | 6.8% (NR)              | 7.5% (19th)                             |
| 15               | 11 октября 2016  | 8.7% (15th)            | 9.2% (10th)                             | 8.2% (13th)            | 9.2% (9th)                              |
| 16               | 18 октября 2016  | 5.8% (NR)              | 6.2% (NR)                               | 5.9% (NR)              | 6.8% (19th)                             |
| 17               | 24 октября 2016  | 9.9% (11th)            | 10.6% (6th)                             | 9.8% (8th)             | 10.6% (6th)                             |
| 18               | 25 октября 2016  | 10.7% (7th)            | 10.6% (7th)                             | 10.1% (8th)            | 11.2% (5th)                             |
| 19               | 31 октября 2016  | 9.0% (15th)            | 10.1% (6th)                             | 9.0% (9th)             | 9.8% (7th)                              |
| 20               | 1 ноября 2016    | 10.8% (5th)            | 11.8% (5th)                             | 11.3% (5th)            | 12.2% (4th)                             |
| Среднее значение | Среднее значение | 7.32%                  | 8.08%                                   | 7.59%                  | 8.63%                                   |

## Награды и номинации
| Год  | Премия                    | Категория                                              | Номинировано                         | Результат |
| ---- | ------------------------- | ------------------------------------------------------ | ------------------------------------ | --------- |
| 2016 | Korea Brand Awards        | K-Culture Pride                                        | Лунные влюбленные - Алые сердца Корё | Победа    |
| 2016 | SBS Drama Awards          | Top Excellence Award, Actor in a Genre & Fantasy Drama | Ли Джун Ги                           | Номинация |
| 2016 | SBS Drama Awards          | Excellence Award, Actor in a Fantasy Drama             | Кан Ха Ныль                          | Победа    |
| 2016 | SBS Drama Awards          | Excellence Award, Actor in a Fantasy Drama             | Хон Чжон Хён                         | Номинация |
| 2016 | SBS Drama Awards          | Excellence Award, Actress in a Fantasy Drama           | Кан Хан На                           | Номинация |
| 2016 | SBS Drama Awards          | Special Acting Award, Actor in a Fantasy Drama         | Ким Сон Кён                          | Номинация |
| 2016 | SBS Drama Awards          | Special Acting Award, Actress in a Fantasy Drama       | Сохён                                | Победа    |
| 2016 | SBS Drama Awards          | Звезда Халлю                                           | Ли Джун Ги                           | Победа    |
| 2016 | SBS Drama Awards          | Звезда Халлю                                           | Ли Чжи Ын                            | Номинация |
| 2016 | SBS Drama Awards          | Лучшая пара                                            | Ли Джун Ги и Ли Чжи Ын               | Победа    |
| 2016 | SBS Drama Awards          | Топ-10 звезд                                           | Ли Джун Ги                           | Победа    |
| 2016 | SBS Drama Awards          | Награда новой звезды                                   | Бён Бэк Хён                          | Победа    |
| 2016 | SBS Drama Awards          | Idol Academy Award, Best "Drudge"                      | Ли Чжи Ын                            | Победа    |
| 2016 | 1-й Asia Artist Awards    | Лучшая звезда (Актер)                                  | Кан Ха Ныль                          | Номинация |
| 2016 | 1-й Asia Artist Awards    | Награда за популярность                                | Бён Бэк Хён                          | Победа    |
| 2016 | 1-й Asia Artist Awards    | Лучший новичок                                         | Бён Бэк Хён                          | Номинация |
| 2016 | 1-й Asia Artist Awards    | Лучший новичок                                         | Нам Джу Хёк                          | Номинация |
| 2016 | 1-й Asia Artist Awards    | Лучший новичок                                         | Джи Су                               | Номинация |
| 2017 | 53-й Baeksang Arts Awards | Лучшая новая актриса                                   | Кан Хан На                           | Номинация |